# Eurotiomycetidae
Sous-classe
Les Eurotiomycetidae sont une des sous-classes de champignons (Fungi) de la classe des Eurotiomycetes (division des Ascomycota).

## Mode de vie
Ce sont des saprophytes ou des parasites de plantes ou d'animaux ; certains peuvent former des ectomycorhizes.

## Description
Les ascocarpes sont des cléistothèces ou des gymnothèces, dépourvus de paraphyses. Les asques sont protuniqués ou quelquefois bituniqués.

## Systématique et classification
La sous-classe se compose de trois ordres monophylétiques. Le cladogramme se présente sous la forme suivante :
|  | \| \| Onygenales \| \| \| \| \| \| Eurotiales \| \| \| \| |
|  |                                                           |
|  | Coryneliales                                              |
|  |                                                           |
|  | Onygenales                                                |
|  |                                                           |
|  | Eurotiales                                                |
|  |                                                           |

|  | Onygenales |
|  |            |
|  | Eurotiales |
|  |            |

La proximité entre les ordres des Onygenales et des Eurotiales qui forment des cléistothèces est depuis longtemps avérée. Les champignons à cléistothèces étaient autrefois regroupés dans le groupe fortement polyphylétique des plectomycètes (qui comportait également les Erysiphales). La parenté des Coryneliales a été établie sur des bases moléculaires.